# Микола I Бернуллі
Микола Бернуллі I (нім. Nikolaus I. Bernoulli; 21 жовтня 1687, Базель — 29 листопада 1759, Базель) — швейцарський математик і один з багатьох видатних математиків в сім'ї Бернуллі.
Він був сином Миколи Бернуллі — художника та старійшини Базеля. У 1704 році закінчив Базельський університет під керівництвом Якоба Бернуллі. П'ять років по тому (в 1709 році) отримав ступінь доктора філософії за роботу з теорії ймовірностей в юриспруденції. Його дисертація називалась Dissertatio Inauguralis Mathematico-Juridica de Usu Artis Conjectandi in Jure.
В 1716 р. він очолив кафедру в університеті Падуї (на якій колись працював Галілей), де він працював у сфері диференціальних рівнянь та геометрії. У 1722 році він повернувся до Швейцарії і дістав роботу викладача логіки в Базельському університеті.
Він був обраний членом Королівського товариства в Лондоні в березні 1714 року.
Його найбільш важливий внесок можна знайти в його листах, зокрема до П'єра Ремонда де Монмора. У цих листах, він ввів зокрема, Санкт-Петербурзький парадокс. Він також спілкувався з Лейбніцем і Леонардом Ейлером.